# Földi László (színművész)
Földi László (Csantavér, 1956. június 2. –) vajdasági magyar színész, szakíró.

## Élete
Földi László 1956. június 2-án született Csantavéren Földi Sándor és Polyák Mária gyermekeként.
1975–1979 között a Színház- és Filmművészeti Főiskola hallgatója volt, illetve 1978-tól egyik alapítója a Tanyaszínháznak.
1979–1980-ban a szabadkai Népszínház tagja volt. 1980-tól 5 évig az Újvidéki Színházban lépett fel. 1985–1994 között a nyíregyházi Móricz Zsigmond Színház művésze volt. 1994–1996 között a szolnoki Szigligeti Színházban játszott. 1996–2004 között a Miskolci Nemzeti Színház tagja volt. 2004-től néhány évig a Vígszínház társulatához tartozott.

## Színházi szerepei
| - Fazekas Mihály: Lúdas Matyi....Hajdú - Balassi Bálint: Szép magyar komédia....Szülő - Čapek: A végzetes szerelem játéka....Scaramouche - Schwajda György: Csoda....Vizsgabiztos - Gombrowicz: Operett.... - Csehov: Platonov....Oszip - William Shakespeare: Ahogy tetszik....Corinnus; Jaques - Brecht: Baál.... - Kesselring: Arzén és levendula....Jonathan - Gobby Fehér Gyula: A zöldhajú lány....Béla - Arrabal: Tábori piknik....Zapo - Csáth-Franyó: A varázsló....Apa - Sütő András: Egy lócsiszár virágvasárnapja....Luther Márton - Bond: A bolond /A kenyér és szerelem jelenetei/....Kormos - Remenyik Zsigmond: Az atyai ház....Gyurka - Eisemann Mihály: Fekete Péter....Gaston Auriel - Sardou-Moreau: Szókimondó asszonyság....Lefebvre - Gaal József: A peleskei nótárius....Néző; Baczur Gazsi - Krleža: Galicia....Lukács - Molnár Ferenc: Józsi....Csongrády - Grillparzer: Szapphó....Ramnész - Maeterlinck: A kék madár....Kenyér - Aiszkhülosz: Agamemnón....Agamemnón - Aiszkhülosz: A jólelkűek.... - William Shakespeare: A windsori víg nők....Page - Nádas Péter: Temetés....Színész - Ionesco: Rinocéroszok....Jean - Szabó Tünde: A küszöbön.....Joe - Büchner: Danton....Georges Danton - Eisemann Mihály: Miss Amerika...Gaston - Gozzi: A szarvaskirály....Brighella - Thomas: Ébren álmunk erdejében....Kacor kapitány - Hrabal: Szigorúan ellenőrzött vonatok....Hubicska - Siposhegyi Péter: Trianoni emberek....Szálasi Ferenc - Arden: Gyöngyélet....Sawney - William Shakespeare: Titus Andronicus....Aaron - Rostand: Cyrano de Bergerac....Salvinien Cyrano de Bergerac; Castel Jaloux - Büchner: Woyzeck....Ezreddobos - Németh Ákos: Júlia és a hadnagya....Kovács Ferenc - Szép Ernő: Háromlevelú lóhere....Végrehajtó | - Euripidész: Oresztész....Menelaosz - Brecht: Kurázsi mama és gyermekei....Pap - Kálmán Imre: Marica grófnő....Hochstappel Móric - William Shakespeare: Hamlet, dán királyfi....Claudius - Faragó Zsuzsa: Egy kabaré... avagy Mi a csudának menjek én az Apolló kabaréba?....Úr - Wyspiański: Novemberi éj....Alekszej Gendre tábornok - Ibsen: Ha mi holtak feltámadunk....Arnold Rubek professzor - Gorkij: Jegor Bulicsov....Baskin - Maugham: Imádok férjhez menni!....Raham ügyvéd - Simon: Furcsa pár....Oscar Madison - Hašek: Svejk vagyok....Tuhacsevszkij; Ezredes; von Swartzenburg; Oberszt - Madách Imre: Az ember tragédiája....Lucifer - Müller-Tolcsvay: Mária evangéliuma....János - Szophoklész: Antigoné....Kreón - Gogol: A revizor....Oszip; Abdulin - Feydeau: Osztrigás Mici....Corignon hadnagy - Lehár Ferenc: A mosoly országa....Csang - Csehov: Három nővér....Andrej - Williams: Orfeusz alászáll....David Cutrere - William Shakespeare: Szentivánéji álom....Sipák Ferenc; Pókháló; Thisbe - William Shakespeare: III. Richárd....Buckingham - Molnár Ferenc: Az üvegcipő....Házmester - Gogol: Egy őrült naplója....Popriscsin - Márai Sándor: Kaland.... - William Shakespeare: Makrancos hölgy avagy a hárpia megzabolázása....Baptista Minola - Caragiale: Farsang....Iancu Pompon volt gárdatiszt - Kesey-Wasserman: Kakukkfészek....Bromden - Egressy Zoltán: Portugál....Kocsmáros - Grumberg: Varrónők....Jean - Carlo Goldoni: A kávéház....Rendőr - Weber: A bűvös vadász....Samiel - Schiller: Stuart Mária....Amias Paulet - Lope de Vega: A kertész kutyája....Ricardo márki - Caragiale: Az elveszett levél....Stefan Tipătescu - Nógrádi-Koltai-Dés: Sose halunk meg....Pimpi; Balogh 2. - Saint-Exupéry: A kis herceg....Pilóta |

## Filmjei
- Optimisták (1981)
- Vadon (1988)
- Sacra Corona (2001)
- A Ritter napja (2005)
- Tűzvonalban (2007)
- Hacktion: Újratöltve (2013)
- A Nagy Fehér Főnök (2022–2023)

## Művei
- Az orgonák völgyében (novellák, 1990)
- Vadregény. Vadászélmények Csantavértől Afrikáig; Nimród Alapítvány–Nimród Vadászújság–DNM, Bp.–Százhalombatta, 1997
- Alaszkai vadásznapok; Well-PRess, Miskolc, 2000
- Végtisztesség; Nimród Alapítvány–Nimród Vadászújság–DNM, Pusztazámor, 2001
- Vadászláz; Well-PRess, Miskolc, 2003
- Új vadregény. Vadászélmények Csantavértől Afrikáig; Well-PRess, Miskolc, 2005